# إريك آش
سكوت اريك آش (بالإنجليزية:  Eric "Butterbean" Esch)‏ مواليد 3 أغسطس 1966 هي ملاكم أمريكي في الوزن الثقيل، ولاعب كيك بوكسنغ، ومصارع محترف، لاعب فنون قتالية مختلطة المشهور لدى الناس «باتربين» (بالإنجليزية:  Butterbean)‏ هو بطل رابطة الملاكمة العالمية السابق في الوزن الثـقيل وكذلك حامل لقب الرابطة الرياضية العالمية للوزن الثقيل، سجل مشاركته في الـمعارك القتالية المحترفة مجتمعاً يقف حالياً عند 97 فوز منها 67 بالضربة القاضية، 20 خسارة و 5 تعادلات، يقيم «باتربين» حاليا في مدينة جاسبر، ولاية ألاباما حيث يمتلك مطعم شواء.

## المهنة القتالية

### الملاكمة
باتربين اشتهر لدى متابعيه باسم «ملك الجولات الأربع»، استطاع أن يستقطب حشد جماهيري بعد أن برز للعيان فجأة وأطل في مسابقة الرجل الصعب للهواة المبتدئين في مجال الملاكمة في تيكساركانا، قبل الدخول في عالم الملاكمة للمحترفين في عام 1994. كان قد حقق بطولة الرجل صعب خمس مرات في الوزن الثقيل بسجل 56 فوز مقابل 5 خسائر وبمعدل 36 بالضربة القاضية.(لكنها ليست محسوبة من ضمن سجله الاحترافي) وقد قيل انه حصل على لقبه «باتربين» عندما كان عليه القيام حمية غذائية تتألف معظمها من (الدجاج والفاصوليا) لتلبية الحد الأعلى وزن 400 باوند للمسابقة الرجل الصعب في الوزن الثقيل.
باتربين ذو شعبية كبيرة، حظي بنقل مبارياته متلفزة أكثر من معظم المحترفين في ذلك الوقت، قال في مقابلة له مع موقع بوكسنغ انسيدر تعليقً على شهرته
| إريك آش | قد أقلعت سريع جداً، ثاني مباراة إحترفية لي كانت على التلفزيون الوطني، أنها لا تتم هكذا, عادة تصل لـخمس عشر، عشرين مباراة بعد ذلك تحصل على مباراة متلفزة و إلا إذا كنت محظوظة جدا للفوز بميدالية ذهبية أو شيء من هذا القبيل.أو إذا كنت شيء استثنائي صرف ألقى الرب على أرض الواقع فقط للملاكمة مثل مايك تايسون، تايسون، مباراته الاحترافية الثانية لم تكون على شاشة التلفزيون الوطني، على الأرجح خاض خمسة أو ستة، سابعة مباريات قبل أن يظهر على التلفزيون الوطني، أنا مباراتي الثانية كانت على التلفاز، كانت هناك مباريات تمهيدية على تومي هرنيس. ثم ثم بضعة معارك ومرة أخرى أنا على شاشة التلفزيون، وكل معارك منذ ذلك الحين وأنا على الشاشة. انه فقط لا تحدث هكذا. على الأرجح أنا أمتلك أكثر مباريات متلفزة أكثر من أي بطل عالمي هناك. | إريك آش |

ترقى باتربين في الترتيب ليربح في 12 أبريل، 2007 رابطة الملاكمة العالمية في الوزن الثـقيل (الذي لم يسبق له ان خسر قبل التخلي عن اللقب)، تواجه باتربين مع بطل المجلس العالمي للملاكمة واتحاد الملاكمة العالمي السابق في الوزن الثـقيل صاحب (52 عاما) لاري هولمز في عام 2002, وعلى الرغم من فوز هولمز بعشر جولات بإجماع القضاة، إلا أن باتربين كانت له الأفضلية بالضربة قاضية المثيرة للجدل في نهاية الجولة، هولمز لعب على ميزة في متناول يده، وهو اللعب لكسب أكثر عدد من النقاط، خوفاً من لكمة قاضية من قبل باتربين، وهو ما تم بالفعل. كانت هذه واحدة من ثلاث مباريات من مبارياته الاحترافية 109 التي استمرت لأكثر من أربع جولات.
إيش باتربين عنوان الحدث الأكثر شهرة كان في 15 أكتوبر عام 2005 عندما خسر اللقب اتحاد أمريكا الشمالية للملاكمة الوزن الثقيل
لصالح جورج لمبيرغير
فقد باتربين لقب اتحاد الملاكمة الأوروبية في الجولة الأولى من المباراة بالضربة القاضية ضد مارك بوتر في بلاكبول، انكلترا في 14 سبتمبر 2008
يوم 3 أكتوبر 2009 سكوت إيش فقد أربع جولات بقرار لجنة التحكيم أمام هاري فانميكر الذي كان تغلب في وقت سابق في مناسبتين بعد المباراة أعلن باتربين اعتزاله.

### كيك بوكسينغ
غامر باتربين في الانضمام لرياضة الكيك بوكسينغ في عام 2003. انتهت مباراته الأولى بفوزه من الجولة الأولى في أقل من دققتين بالضربة القاضية على فوجيموتو يوسوكي بطل العالم كي-ون، هزم بالضربة القاضية الفنية في مباراته الثانية لصالح
الجنوب أفريقي مايك برناردو، وبقرار مثير للجدل خسر باتربين مبارته الثالثة أمام الياباني هيرومي أمادا حيث علق عليها باتربين قائلاً:
| إريك آش | أمادا.أنها مقاتل شرس، لكني أراه ملاكم أكثر منه لاعب كيك بوكسينغ, لقد ضربته ضرباً مبرحاً، لكنهم أصدروا القرار لصالحه، كان مسقط رأسه، وطنه الأم، وبعد القتال انتهى به الأمر في المستشفى، وأنا على ما يرام. | إريك آش |

### فنون قتالية مختلطة
تجارب باتربين قتالية السابقة قادته على المغامرة في الفنون القتالية المختلطة، في بطولة كي-ون بريميوم 2003 في 31 ديسمبر 2003، وفي أول لقاء له خسر باتربين بعد تثبيته من قبل اليابانية جانكي سودو على عادل تعربات خسر أول لقاء بالبريمير
18 أيلول، 2010، هزم اريك إيش بواسطة ماوريس بودزونسكي بالإخضاع نتيجة الضربات في كي اس بليو الرابع عشر.

### المصارعة الحرة
باتربين ظهرت مرتين في اتحاد المصارعة العالمي في الأحداث المنافسة في مباريات الملاكمة وذلك في عام 1997

### الحياة الشخصية
إيريك متزوج وله ثلاثة أولاد: أبناء براندون وكاليب، وابنته، غريس

## وصلات خارجية
- إريك آش على موقع IMDb (الإنجليزية)
- إريك آش على موقع إن إن دي بي (الإنجليزية)
- إريك آش على موقع بوكس ريك (الإنجليزية) (registration required)
- إريك آش على موقع شيردوغ (الإنجليزية)
- إريك آش على موقع CageMatch worker (الإنجليزية)

1. ↑   https://www.sherdog.com/fighter/Eric-Esch-9394. {{استشهاد ويب}}: |url= بحاجة لعنوان (مساعدة) والوسيط |title= غير موجود أو فارغ (من ويكي بيانات) (مساعدة)
2. ↑  Butterbean vs. Patrick Smith: An American Tragedy - Cagepotato نسخة محفوظة 03 يوليو 2017 على موقع واي باك مشين.
3. ↑  Mr. Bean's BBQ, Jasper, Jasper - Urbanspoon/Zomato نسخة محفوظة 10 أكتوبر 2020 على موقع واي باك مشين.
4. ↑  Interview w/ Butterbean, Eric Esch - BoxingInsider.com نسخة محفوظة 26 سبتمبر 2017 على موقع واي باك مشين.
5. ↑  Human Bean : People.com نسخة محفوظة 03 مارس 2016 على موقع واي باك مشين.